# Schwaz Hammers 2023
Questa voce raccoglie le informazioni riguardanti gli Schwaz Hammers nelle competizioni ufficiali della stagione 2023.

## AFL - Division I 2023

### Stagione regolare
| Schwaz 25 marzo 2023, ore 14:00 1ª giornata | Schwaz Hammers | 16 – 14 (7-0 0-7 0-0 9-7) referto | Upper Styrian Rhinos | Silberstadt Arena |

| Amstetten 1º aprile 2023, ore 16:00 2ª giornata | Amstetten Thunder | 20 – 0 (7-0 13-0 0-0 0-0) referto | Schwaz Hammers | Umdasch Stadion |

| Hohenems 30 aprile 2023, ore 14:00 4ª giornata | Cineplexx Blue Devils | 21 – 17 (0-3 7-7 7-0 7-7) referto | Schwaz Hammers | Stadion Herrenried |

| Schwaz 7 maggio 2023, ore 15:00 5ª giornata | Schwaz Hammers | 14 – 17 (14-7 0-0 0-10 0-0) referto | Carinthian Lions | Silberstadt Arena |

| Oberaich 20 maggio 2023, ore 15:00 6ª giornata | Upper Styrian Rhinos | 16 – 13 (0-6 13-0 3-0 0-7) referto | Schwaz Hammers | SV Oberaich |

| Schwaz 28 maggio 2023, ore 15:00 7ª giornata | Schwaz Hammers | 13 – 29 (0-7 0-22 0-0 13-0) referto | Amstetten Thunder | Silberstadt Arena |

| Schwaz 18 giugno 2023, ore 16:00 9ª giornata | Schwaz Hammers | 12 – 29 (0-7 0-0 6-8 6-14) referto | Cineplexx Blue Devils | Silberstadt Arena |

| Klagenfurt am Wörthersee 25 giugno , ore 15:00 10ª giornata | Carinthian Lions | 44 – 25 (14-7 10-6 7-6 13-6) referto | Schwaz Hammers | Sportplatz Annabichl |

### Statistiche di squadra
| Competizione      | %Vittorie | In casa | In casa | In casa | In casa | In casa | In casa | In trasferta | In trasferta | In trasferta | In trasferta | In trasferta | In trasferta | Totale | Totale | Totale | Totale | Totale | Totale |
| Competizione      | %Vittorie | G       | V       | N       | P       | Pf      | Ps      | G            | V            | N            | P            | Pf           | Ps           | G      | V      | N      | P      | Pf     | Ps     |
| ----------------- | --------- | ------- | ------- | ------- | ------- | ------- | ------- | ------------ | ------------ | ------------ | ------------ | ------------ | ------------ | ------ | ------ | ------ | ------ | ------ | ------ |
| Stagione regolare | .125      | 4       | 1       | 0       | 3       | 55      | 89      | 4            | 0            | 0            | 4            | 55           | 101          | 8      | 1      | 0      | 7      | 110    | 190    |
| Totale            | .125      | 4       | 1       | 0       | 3       | 55      | 89      | 4            | 0            | 0            | 4            | 55           | 101          | 8      | 1      | 0      | 7      | 110    | 190    |